# Scuola di Aerocooperazione
La Scuola di Aerocooperazione (abbreviata SAC e nota in ambito NATO come Joint Air Operations School o JAOS) è un istituto d'istruzione militare dipendente dallo Stato maggiore della difesa con sede nel sedime dell'Aeroporto di Guidonia che si occupa della formazione del personale delle Forze armate italiane e della Guardia di Finanza, della NATO e dei partner esteri in materia di aerocooperazione, del telerilevamento e dello spazio.

## Storia
Viene istituita nel 1951 dalla ristrutturazione della Scuola di Osservazione Aerea, per permettere la formazione degli ufficiali e sottufficiali delle Forze Armate e di Polizia nonché di altre amministrazioni nel campo della cooperazione aeroterrestre e aeronavale. E oltre all'attività Tecnico militare ha svolto numerose attività aerofotografiche nel campo dell'archeologia che gli farà ricevere una medaglia d'oro ai benemeriti della scuola, della cultura e dell'arte, oltre a partecipare a numerose attività di supporto alla Protezione civile in pubbliche calamità.
Il 22 aprile 2008 gli viene concessa con Decreto del presidente della Repubblica Giorgio Napolitano la bandiera d'istituto, che gli verrà consegnata il 30 marzo 2009 all'Aeroporto di Roma-Centocelle durante le celebrazioni per gli 86 anni della costituzione dell'Aeronautica Militare. Il 27 settembre 2018 gli viene consegnato il "Quality Assurance Certificate" e il decreto di "Unconditional Accreditation" della scuola presso la NATO rilasciato dal Supreme Allied Command for Trasformation da parte del Capo di stato maggiore della difesa Claudio Graziano.
Nel 2024 gli viene concessa dal Capo di Stato Maggiore della Difesa la decorazione d'onore interforze alla bandiera.

## Attività
Partecipa alle attività della scuola il personale proveniente dalle seguenti amministrazioni:
- II Reparto informazioni e sicurezza;
- Centro interforze telerilevamento satellitare;
- Centro intelligence interforze;
- Comando operativo di vertice interforze;
- Comando interforze per le operazioni delle forze speciali;
- Ministero degli affari esteri e della cooperazione internazionale;
- Comando Interforze per le Operazioni Cibernetiche;
- Agenzia informazioni e sicurezza esterna;
- Comando per le operazioni in rete;
- Presidenza del Consiglio dei ministri;
- Ufficio Generale per lo Spazio;
- Comando delle operazioni spaziali;
- NATO e personale estero dei paesi partner[4];
- Esercito Italiano;
- Marina Militare;
- Corpo delle capitanerie di porto - Guardia costiera;
- Aeronautica Militare;
- Arma dei Carabinieri;
- Guardia di Finanza;

### Corsi
I corsi svolti dalla scuola sono divisi in tre settori (Telerilevamento, Aerocooperazione, Spazio) e comprendono un'offerta formativa nazionale ed internazionale.

#### Settore del Telerilevamento
L’offerta formativa nazionale nel settore del telerilevamento è rivolta sia al personale delle Forze Armate e dei Corpi Armati dello Stato, sia a funzionari di enti pubblici operanti nel campo dell’osservazione della Terra. I corsi riguardano l’interpretazione e l’analisi operativa di immagini telerilevate, acquisite da sensori elettro-ottici e radar (SAR - Synthetic Aperture Radar).
Il percorso formativo nazionale include:
- RSO – Remote Sensing Operator;
- RSI – Remote Sensing Interpreter;
- RSMA – Remote Sensing Military Analyst;
- RIA – Radar Imagery Analyst, focalizzato su dati SAR;
- GDA – Geospatial Data Analyst, per la produzione di dati geospaziali e uso di sistemi GIS;
- RS INT – Remote Sensing Introduction, per l’utilizzo delle immagini telerilevate in ambito informativo-operativo;
- WSR – Weapon System Recognition, per il riconoscimento di sistemi d’arma terrestri, navali e aerei;

L’offerta internazionale comprende corsi in lingua inglese, aperti anche a personale di paesi NATO e PfP (Partnership for Peace), inseriti nel catalogo ETOC (Education and Training Opportunities Catalogue):
- Initial Remote Sensing (IRS);
- Advanced Remote Sensing (ARS);
- Synthetic Aperture Radar Imagery Interpretation (SAR-II);

#### Settore dell’Aerocooperazione
L’offerta formativa nell’ambito dell’aerocooperazione si concentra sulla formazione per la cooperazione interforze a livello terrestre, navale e aereo. I corsi sono destinati al personale militare coinvolto nella pianificazione e conduzione di operazioni integrate.
I principali corsi nazionali includono:
- Ground/Naval/Air Liaison Officer;
- Joint Terminal Attack Controller (JTAC), certificato NATO;
- Addetti alle Sale Operative di Reparto Aereo (SOR);
- Joint Personnel Recovery (JPR), per il recupero di personale isolato;
- Joint Targeting, per la pianificazione integrata degli obiettivi.

L’offerta formativa internazionale prevede:
- JTAC Certification;
- Initial Joint Targeting (IJT);

#### Settore Spazio
Nel settore spazio sono attivi i seguenti corso
- Introduzione alle Attività Spaziali (IAS): corso base per l’impiego in organizzazioni istituzionali del settore spazio;
- Space Battle Management Operator/Staff Officer (SBM O/SO): formazione operativa per il processo decisionale nel dominio spaziale;

Ulteriori attività formative, in collaborazione con il Comando delle Operazioni Spaziali (COS), sono erogate nel campo dell'Orbital Warfare e della Space Coalition.